# 논현버스
논현버스는 인천광역시의 시내버스 회사이다.

## 연혁
- 2005년 5월 19일: 인천광역시 부평구 갈산동 369번지에서 태양여객의 계열사로 부평버스 설립.
- 2010년 11월 29일: 현 위치인 인천광역시 부평구 삼산동 326-15로 회사 이전.
- 2015년 4월 8일: 논현버스 설립
- 2015년 5월 31일: 삼일여객 524, 525 운행으로 인한 750, 751, 753번 폐선
- 2015년: 740번 버스를 논현버스에서 운행하게 됨.
- 2016년 6월: 740번 폐선

## 이전 보유 노선
아래 노선은 남동공단 순환버스로 부평버스가 용현운수에서 받아 운행하던 노선이다. 750번, 751번, 753번은 2015년 5월 31일에 폐선되었다.2016년 6월에 이 업체가 마지막으로 보유하고 있던 740번 노선도 폐선되었다.
- ● 740번: 성심슈퍼(소암마을) ~ 동춘역
- ● 750번: 원인재역 ~ 원인재역(공단순환버스. 시계방향. 현 525번)
- ● 751번: 원인재역 ~ 원인재역(공단순환버스. 시계반대방향)
- ● 753번: 동춘역 ~ 동춘역(공단순환버스. 현 524번)

## 이전 보유차량
현대자동차
- 현대 카운티